# Moulin Rouge

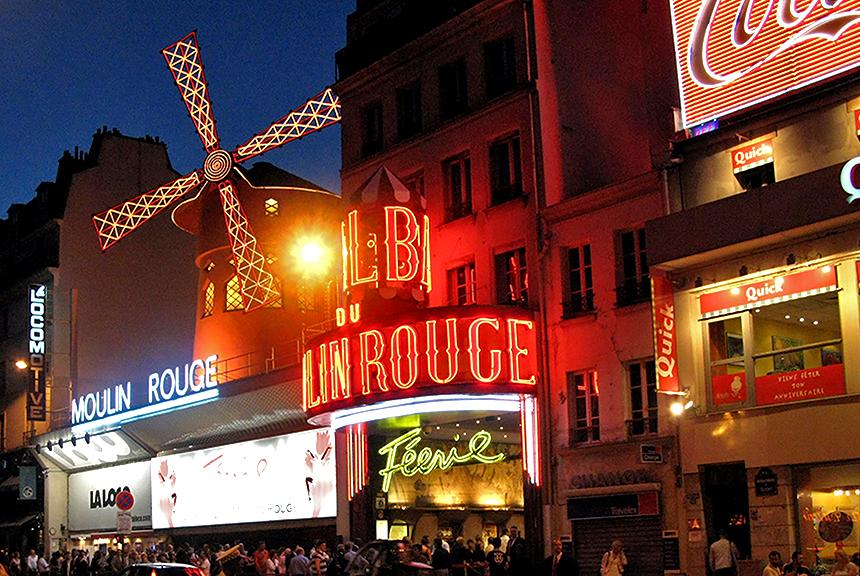
Moulin Rouge

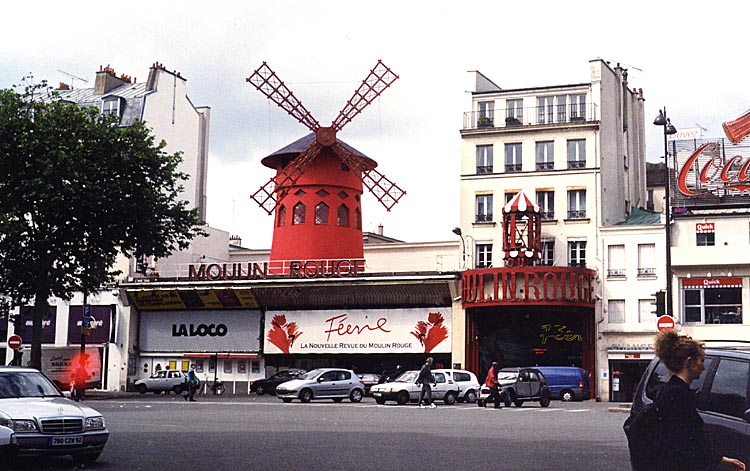
Moulin Rouge på Boulevard de Clichy.

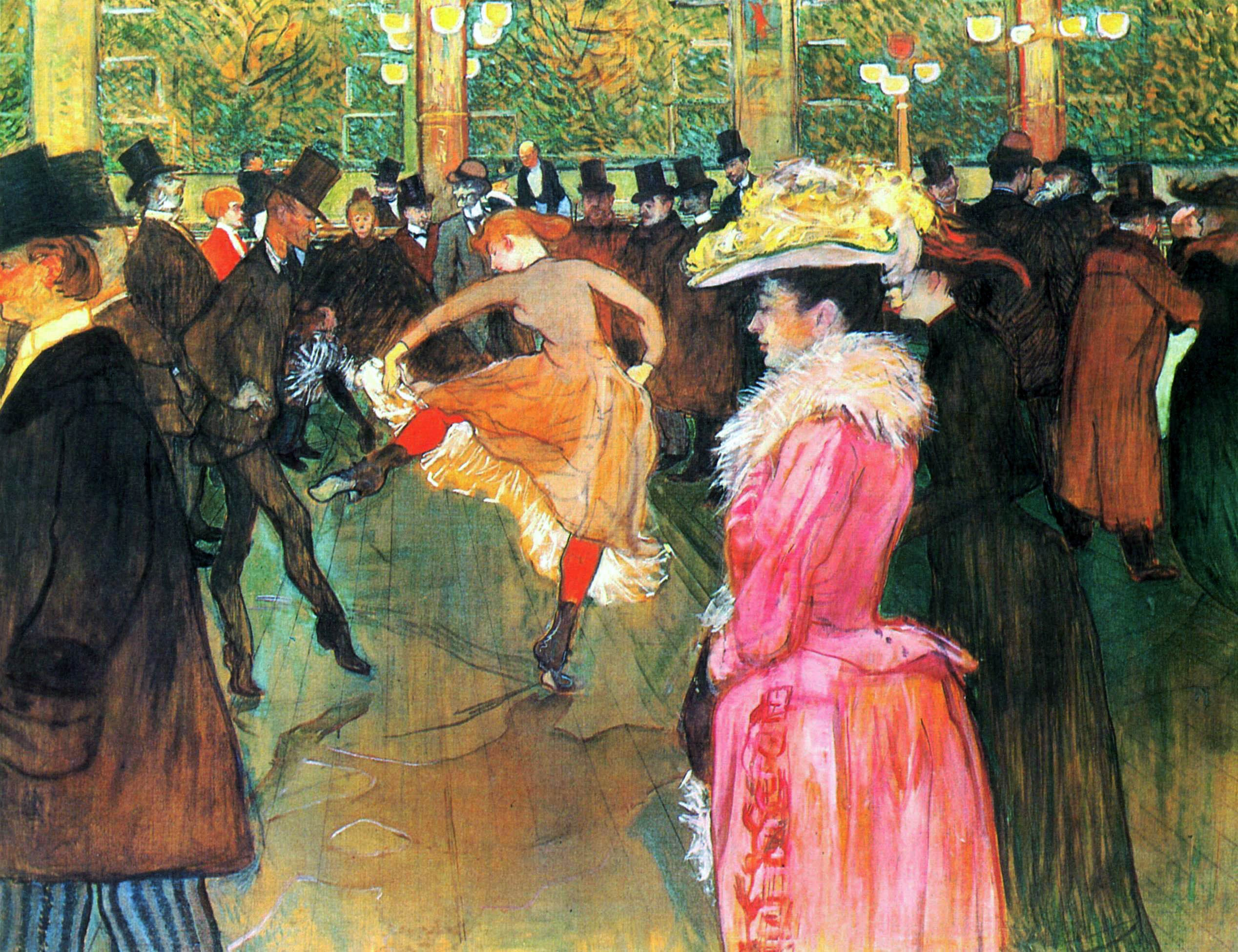
Henri de Toulouse-Lautrec: La danse au Moulin Rouge (1890)

Moulin Rouge (franska "Röda kvarn") är en nöjesetablissemang vid Place Blanche i Montmartre i Paris.
På Moulin Rouge, som grundades 1889, slog cancan igenom på allvar. En av dansöserna, kallad La Goulue, avporträtterades av Henri de Toulouse-Lautrec.
I närheten av Moulin Rouge ligger metrostation Blanche.

## Artister som uppträtt på Moulin Rouge
- Louise Weber (1866—1929), fransk cancandansös som uppträdde under artistnamnet La Goulue
- Jane Avril (1868—1943), fransk cancandansös
- Yvette Guilbert (1865—1944), fransk vissångerska och skådespelerska
- Mistinguett, även känd som Jeanne-marie Bourgeois (1875—1956), fransk artist, sångare och dansös
- Yves Montand, född Ivo Livi (1921—1991), fransk skådespelare och sångare av italiensk börd

## Moulin Rouge på bio
- Moulin Rouge, 1928
- Moulin Rouge, 1934
- Moulin Rouge, 1939
- Moulin Rouge, 1944
- Moulin Rouge, 1952
- French Cancan, 1954
- Moulin Rouge!, 2001